# ワイアンドット
ワイアンドット（英: Wyandotte）は、アメリカ合衆国ミシガン州のウェイン郡南東部に位置する都市である。人口は2万5058人（2020年）。デトロイト都市圏に含まれる。

## 概要
ミシガン州南東部、デトロイトの南西約16kmに位置する。一帯はセントクレア湖から流れ出るデトロイト川の下流側であることから「ダウンリバー」と呼ばれる地域である。
愛知県小牧市と姉妹都市であり、小牧市では2年に一度市内の中学生を対象に参加者を募りワイアンドットへ派遣する事業を実施している。また、ワイアンドット市の訪問団の受け入れも行っている。

### 地名の由来
1818年、最初の入植者とされる（以前から白人の農民は住んでいた）ジョン・ビルド少佐が農夫としてこの地へ入植した際に、この地に住んでいるネイティブアメリカンのワイアンドット族に因んで、町の名前を付けた。

## 歴史

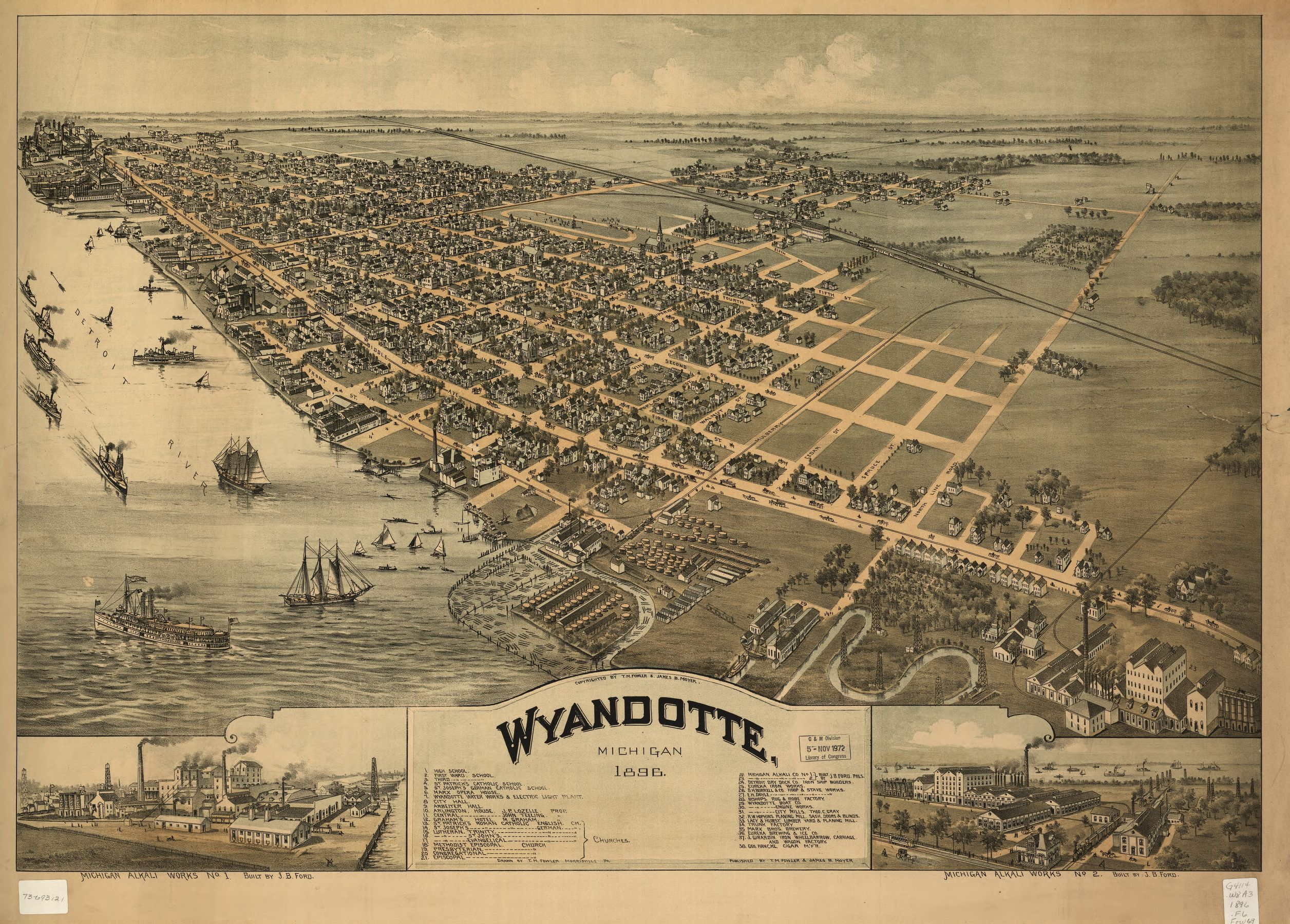
1896年のワイアンドット

- 18世紀頃、ワイアンドットはネイティブアメリカンのワイアンドット族やフランス人から「モングアゴン (Monguagon) 」と呼ばれた小さな村だった。このワイアンドット族は、ジョージア湾地域出身のヒューロン族の一部でもある。エコース地域のポタワトミ族との条約で植民地戦争に参加した時期を除けば、ワイアンドット族は白人農民と比較的平和に交流・交易を行っていた。

- 1763年 - オブワンディヤグ酋長がポンティアック戦争（フレンチ・インディアン戦争）にフランス側として加わり、エコースクリーク沿岸からイングランド側のデトロイト砦への攻撃を仕掛けるが、失敗してしまう。

- 1818年 - ワイアンドット族はアメリカ政府とこの土地を放棄する条約に署名し、部族の一部はミシガン州フラットロック付近へ移動、次にカンザス州、オハイオ州、最後にオクラホマ州へと移動した。この名残として、カンザス州にはワイアンドット郡という地名が現在でも残っている。また、現在のワイアンドットに住んでいたネイティブ・アメリカンのほとんどは、デトロイト川を渡ってオンタリオ州ウィンザーのアンダードン地区へと移住し、現在もその子孫が在住している。

- 1854年 - 旧エコース郡の村としてワイアンドットは設立される。

- 1866年12月12日 - ミシガン州から市制施行を承認される。

- 1867年
  - 4月 - 市制施行後初の選挙が行われ、デトロイト以外のウェイン郡の都市として、最も古く法人化された都市となった。
  - 4月8日 - ワイアンドット村は自治都市として法人化される。様々な国からの移民で構成されたため、「ニューエルサレム」という名前のコミュニティが1890年代に現在のワイアンドットに設立された。
- 1900年 - グレンウッド村が誕生。
- 1901年 - ベーコン郵便局設立。
- 1905年 - ニューエルサレム村、グレンウッド村、ベーコン村を合併。
- 1922年 - フォードシティと合併。
- 1924年4月14日 - エコース郡の大部分がワイアンドットに併合された。

## 地理
アメリカ合衆国国勢調査局によると、市の総面積は7.01平方マイル（18.16km2）、そのうち5.27平方マイル（13.65km2）が陸地、1.74平方マイル（4.51km2）が水域である。デトロイト川が市東部の、エコース川が市北部の境界となっている。また、デトロイト川に浮かぶ無人島のグラッシー島もワイアンドットに属している。
デトロイトのダウンタウンから16kmほどの距離にあることから同市の衛星都市となっている。
主な川
- デトロイト川
- エコース川

主な島
- グラッシー島

### 隣接自治体
ワイアンドットの西はサウスゲート、北西はリンカーンパーク、南はリバービュー、南東はグロッセイルタウンシップ、北はエコース、東はカナダ連邦オンタリオ州のラサールに隣接している。

## 政治

### 市長
- ロバート・デサナ（市長代理）

### 市議会
市議会とその他の選出された職員がコミュニティの統治を監督している。

## 施設

### 警察
ワイアンドット警察署は、同じダウンリバー地域のウッドヘブン警察署と同様に、警察の仕事に関心のある14歳から21歳の若者向けの「ポリス・エクスプローラー (Police Explorers) 」を設置している。

### 図書館
ワイアンドットには、ベーコン記念地区図書館が存在する。同図書館は1942年にワイアンドット・カーネギー図書館に取って代わり設立されたものであり、ヴィンウッド・ストリートにあったフォード・ベーコン・ハウスを改築したものである。フォード・ベーコン・ハウスは、下院議員のマーク R. ベーコンの死後、未亡人のメアリー・フォード・ベーコンが建物を市に譲渡したものであり、現在はスタッフによる建物の歴史に関するガイド付きツアーが実施されている。

## 人口
2010年国勢調査の時点では、市内には25,883人、10,991世帯、6,727家族が住んでいた。人口密度は1平方マイルあたり4,911.4人（1,896.3/km2）で、12,081戸の住宅が存在した。
人種構成は、94.7%が白人、5.1％が1.3%がアフリカン・アメリカン、0.7%がネイティブ・アメリカン、0.5%がアジア人、0.9%が他の人種、1.9%が混血であった。また、人口の5.1%がヒスパニック系またはラテン系である。
10,991世帯のうち28.4%が18歳未満の子供と同居し、42.6%が夫婦同居、13.2%が独身女性、5.4%が独身男性、38.8%が非家族であった。全世帯の33.0%が独居世帯で、12.8%が65歳以上の一人暮らし。平均世帯人数は2.35人、平均家族人数は2.99人であった。
市内の平均年齢は40.4歳で、住民の21.4%が18歳未満、8.5%が18～24歳、26.4%が25～44歳、29.9%が45～64歳、13.8%が65歳以上となっていた。男女比は、男性が48.9%、女性が51.1%。

## 経済

### 第一次産業

#### 農業
かつては農業が盛んだったが、工業化に伴い衰退した。

### 第二次産業

#### 工業
もともとは、石鹸や洗剤などの産業が盛んでもあったが、五大湖の湖上交通の拠点となる位置にあるため、鉄鋼業や製造業が大きく発展した。1870年代から1920年代にかけては造船業が発展し、蒸気船やタグボート、巨大フェリーまで、ワイアンドットの川岸では多種多様な船が作られた。
1920年代からは玩具の製造が盛んとなり、ワイアンドット・トイズは当時のアメリカで最大のおもちゃの銃メーカーであった。しかし、1950年代にオハイオ州へと移転してしまった。現在は化学製品やセメント、自動車用部品などの生産が行われている。

### 第三次産業

#### 商業
ミシガン州最大都市のデトロイト近郊に立地しているため、多くの企業や物流拠点が進出している。

## 情報・生活

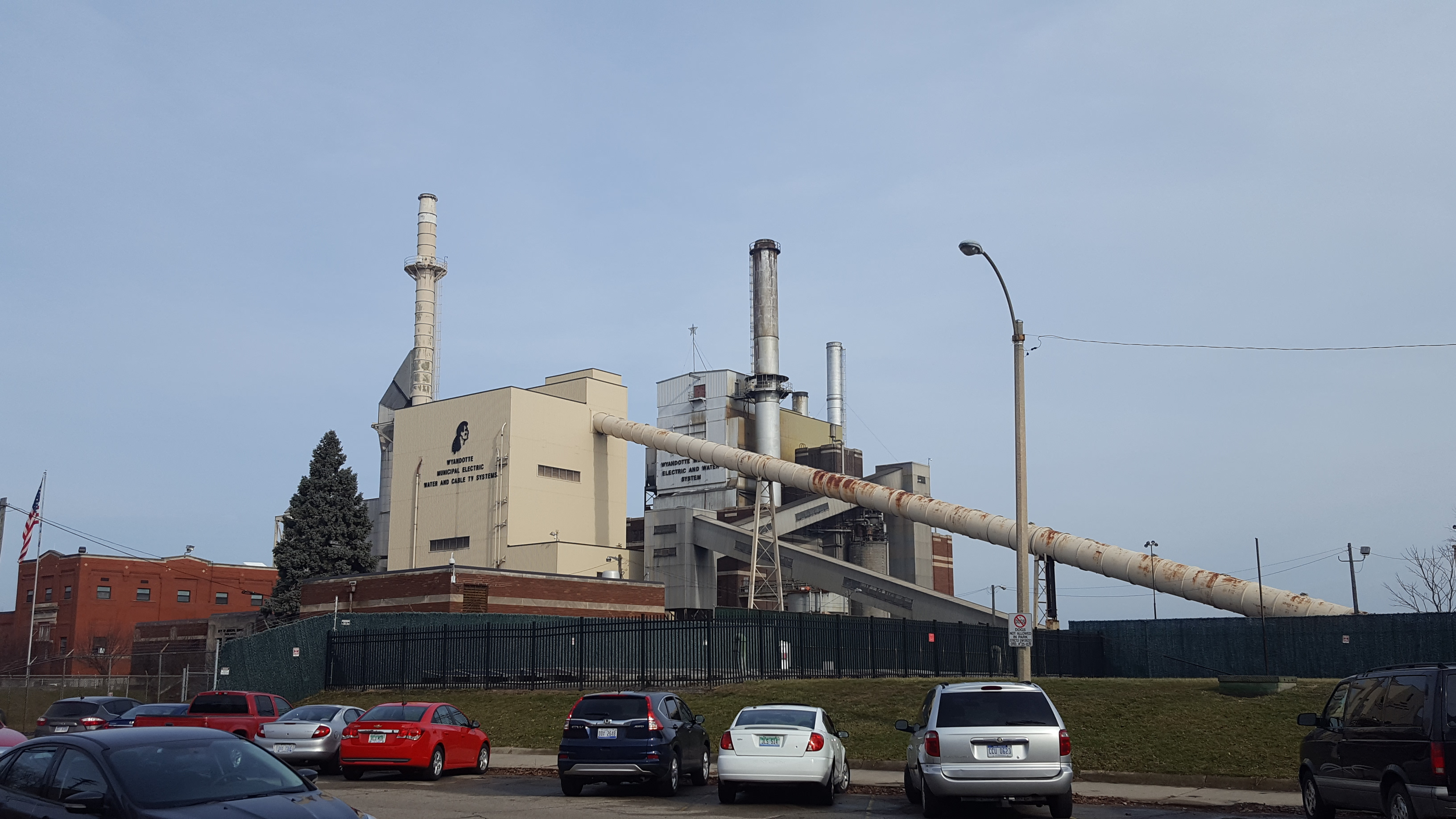
ワイアンドット発電所

ワイアンドットは、「ワイアンドット市営サービス (Wyandotte Municipal Services) 」と呼ばれる独自の自治体サービスがあり、上下水道ケーブルテレビの運営、ワイアンドット発電所から市内への送電を行っている。

### マスメディア

#### 新聞社
- デトロイト・フリー・プレス
- デトロイトニュース
- ニュースヘラルド

#### 放送局
- ワイアンドット市営サービス

### ライフライン

#### 電力
- ワイアンドット市営サービス

#### 上下水道
- ワイアンドット市営サービス

## 教育
1901年以来、すべての学校は元米国大統領にちなんで名前が付けられている。

### 高等学校
- セオドアルーズベルト高等学校

### 中学校
- ウッドロー・ウィルソン中学校

### 小学校
- ガーフィールド小学校
- ジェームズ・モンロー小学校
- ジョージ・ワシントン小学校
- トーマス・ジェファーソン小学校

## 交通

### バス
コミュニティバス
- SMART

### 道路

#### 高速道路
- ミシガンハイウウェイ M-85号

## 姉妹都市
| 都市名 | 国名   | 地域名          | 提携年月日                                     |
| ------ | ------ | --------------- | ---------------------------------------------- |
| 小牧市 | 日本国 | 中部地方 愛知県 | 1963年（昭和38年）3月22日 - 姉妹都市提携締結。 |

## 関係者
- マット・シューメーカー - プロ野球選手（読売ジャイアンツ所属）
- リー・メジャース - 俳優
- ルシル・ボール - 女優。幼少期をワイアンドットで過ごす。